# Kleingebiet Rétság
Das Kleingebiet Rétság  (ungarisch Rétsági kistérség) war bis Ende 2012 eine ungarische Verwaltungseinheit (LAU 1) im Westen des Komitats Nógrád in Nordungarn. Im Zuge der Verwaltungsreform gingen zum Jahresanfang 2013 alle 25 Ortschaften komplett in den Kreis Rétság (ungarisch Rétságii járás) über.
Im Kleingebiet lebten Ende 2012 23.798 Einwohner auf einer Fläche von 435,03 km². Mit einer Bevölkerungsdichte von 55 Einwohnern/km² war das Kleingebiet am dünnsten im Komitat besiedelt.
Der Verwaltungssitz befand sich in der einzigen Stadt, Rétság (2.777 Ew.).

## Ortschaften
| Alsópetény  | Bánk       | Berkenye    | Borsosberény | Diósjenő  |
| Felsőpetény | Horpács    | Keszeg      | Kétbodony    | Kisecset  |
| Legénd      | Nagyoroszi | Nézsa       | Nógrád       | Nógrádsáp |
| Nőtincs     | Ősagárd    | Pusztaberki | Rétság       | Romhány   |
| Szátok      | Szendehely | Szente      | Tereske      | Tolmács   |